# دوگانه‌بینی
در دانش رنگ‌ها، منظور از دوگانه‌بینی یا متامریسم (Metamerism) حالتی است که در آن دو جسم، تحت شرایط معین، هم‌رنگ به نظر می‌رسند، در حالی که در شرایط دیگر در آن‌ها تفاوت رنگ مشاهده می‌شود.
برای نمونه دو پارچه در زیر نور لامپ تنگستن سبز تیره و هم‌رنگ به نظر می‌رسند ولی با بردن آن نمونه‌ها به زیر منبع نوری خورشید، یکی از پارچه‌ها کمی متمایل به قهوه‌ای دیده می‌شود و دیگری هنوز سبز سیر است.
دو گونه دوگانه‌بینی تعریف شده‌است: دوگانه‌بینی هندسی و دوگانه‌بینی بیننده‌محور.
دوگانه‌بینی هندسی مربوط به منبع نور نیست، مربوط به سطح جسم است، مانند پارچه مخمل که رفتار نور در بازتابش آن عوض می‌شود و زوایا در این میان سبب دوگانه‌بینی هندسی می‌شوند. سطح بازتابش نور کاغذهای مات و براق نیز متفاوت است و همین سبب می‌شود که رنگ‌های چاپ شده بر روی این سطوح با یکدیگر متفاوت باشد.
در دوگانه‌بینی بیننده‌محور، حساسیت افراد نسبت به نورها و رنگ‌ها متفاوت است.